# George William Brindley
George William Brindley (* 19. Juni 1905 in Stoke-on-Trent; † 23. Oktober 1983) war ein britisch-US-amerikanischer Physiker und Mineraloge, der sich insbesondere mit Tonmineralien befasste.

## Leben und Wirken
Brindley (der mit dem Kanalbauer des 18. Jahrhunderts James Brindley verwandt war) studierte Physik an der Manchester University bei Lawrence Bragg und Reginald James mit dem Master-Abschluss 1928 und wurde 1933 an der University of Leeds promoviert, wo er danach Lecturer und ab 1948 Reader in Röntgenstrahlphysik war. Damals befasste er sich mit Röntgenkristallographie und Festkörperphysik. Ursprünglich kam er aus der theoretischen Physik. Seine Hinwendung zur Mineralogie von Tonmineralien kam nach dem Zweiten Weltkrieg. 1953 ging er in die USA, wo er ein mineralogisches Labor an der Pennsylvania State University aufbaute. Zunächst hatte er dort eine Forschungsprofessur, ab 1955 war er Professor of Solid State Technology und Direktor der Abteilung Keramische Technologie. 1962 wurde er Professor für Mineralogie (Mineral Sciences). 1973 ging er offiziell in den Ruhestand, blieb aber weiter an der Universität aktiv.
Bis 1945 befasste er sich mit Röntgenbeugung in der Festkörperphysik und Linienverbreiterung in Metallen durch Deformation und Erwärmung (nach ihm und R. W. James wurden hier bestimmte Streufaktoren benannt). Er befasste sich mit der Identifizierung von Tonmineralien aus der Röntgenkristallographie. Mit K. Robinson bestimmte er die Struktur von Kaolinit und außerdem von Dickit, Halloysit, Serpentin und von Mineralien der Chloritgruppe.

## Ehrungen und Mitgliedschaften
Er war Ehrenmitglied der Mineralogical Society of Great Britain and Ireland und erhielt die Roebling Medal. Er war Ehrendoktor der Universität Löwen. Er war Mitherausgeber von Clay and Clay Minerals und von American Mineralogist. Brindley war Präsident der Clay Minerals Society.
Das von Z. Maksimovic und D. L. Bish 1978 beschriebene, neue Mineral Brindleyit ist nach ihm benannt.

## Schriften
- X-ray identification and crystal structure of clay minerals, The Mineralogical Society, London 1951
- mit G. Brown (Herausgeber): Crystal structures of clay minerals and their x-ray identification, Mineralogical Society, London 1980 (Neuauflage des Buchs von 1951)